# آبشار چهارده
۳۲°۴۸′۳۵٫۰۴″ شمالی ۵۹°۱۴′۲۶٫۳۶″ شرقی / ۳۲٫۸۰۹۷۳۳۳°شمالی ۵۹٫۲۴۰۶۵۵۶°شرقی

آبشار چهارده مجموعه آبشارهایی هستند که در روستای چهارده واقع در ارتفاعات باقران در 4 کیلومتری جنوب بیرجند قرار دارند. اولین و مرتفع‌ترین این آبشارها ۷ متر ارتفاع دارد. این مکان برای کوهنوردی مناسب است. همچنین این مکان بخاطر آب و هوای کویری منطقه مورد توجه بیشتری قرار دارد.